# Premio Nacional de Danza (España)
El Premio Nacional de Danza de España es un premio anual otorgado por el Ministerio de Cultura desde 1988 y que se encuentra regulado por Real Decreto de 1995 junto con el resto de Premios Nacionales. Se otorga por un jurado y en dos modalidades desde el año 2000: Interpretación y Creación.

## Premiados
- 2024: Lorena Nogal (modalidad de Interpretación) y Luz Arcas (modalidad de creación).[1]
- 2023: Melania Olcina (modalidad de Interpretación) y Rafaela Carrasco (modalidad de creación).[2]
- 2022: Ana Morales Moreno (modalidad de Interpretación) y Andrés Marín Vargas (modalidad de creación).[3]
- 2021: Sol León (modalidad de creación) y Patricia Guerrero (modalidad de interpretación)[4]
- 2020: Jesús Carmona (modalidad de creación) e Iratxe Ansa (modalidad de interpretación)[5]
- 2019: La Compañía Estévez/Paños y la bailarina Dácil González.
- 2018: Antonio Ruz y Olga Pericet
- 2017: Manuel Liñán y la compañía Kukai Dantza.[6]
- 2016: Joaquín de Luz y Sol Picó.[7]
- 2015: Rubén Olmo y la compañía La Intrusa[8]
- 2014: Nazareth Panadero y Daniel Abreu.[9]
- 2013: Isabel Bayón y Marcos Morau.
- 2012: Zenaida Yanowsky y Mónica Valenciano.
- 2011: Javier Latorre y Goyo Montero Morell.
- 2010: Àngels Margarit Vinyals y Rocío Molina
- 2009: Compañía Mal Pelo y Lola Greco
- 2008: Juan Carlos Santamaría González y Javier Barón (Francisco Javier Álvarez Rico)
- 2007: Carmen Werner y Manuela Carrasco
- 2006: Ananda Dansa y Chevi Muraday
- 2005: Israel Galván y Lucía Lacarra
- 2004: Teresa Nieto y íida Gómez
- 2003: Nacho Duato y Sara Baras
- 2002: María Pagés y Ángel Corella
- 2001: Manuel Segovia (Enmanuel Berruezo Chávez) y Eva La Yerbabuena (Eva Garrido García)
- 2000: 10 & 10 Danza y María José Ribot Manzano (La Ribot)
- 1999: José Carlos Martínez
- 1998: María Giménez
- 1997: José Antonio Ruiz de la Cruz (José Antonio)
- 1996: Cesc Gelabert
- 1995: Antonio Canales
- 1994: Ramón Oller Martínez
- 1993: Trinidad Sevillano
- 1992: Mario Maya
- 1991: Cristina Hoyos
- 1990: Ana Laguna
- 1989: Víctor Ullate Andrés
- 1988: Antonio Gades

## Premios nacionales de España
- Premios Nacionales de España (desambiguación)